# Dollenbach
Dollenbach est une ancienne commune et un écart de la commune française de Nousseviller-lès-Bitche dans le département de la Moselle.

## Toponymie
Anciennes mentions : Villa Dollenbach (1329), Dollenbach (1751).

## Histoire
Du point de vue administratif, le village constitue une commune éphémère du canton de Volmunster entre 1790 et 1811, à la suite des réformes administratives du gouvernement révolutionnaire. Il devient à cette date annexe de la commune voisine de Nousseviller, situation qui demeurera jusqu'à nos jours.
Du point de vue spirituel, le village est succursale depuis 1802 de Volmunster, le chef-lieu d’archiprêtré, de même qu’Eschviller, Weiskirch et Nousseviller-lès-Bitche.
Dollenbach est libérée des allemands dans la nuit du 28 décembre 1944 par la 100e division d'infanterie américaine.

## Démographie
| 1793 | 1800 | 1806 |
| ---- | ---- | ---- |
| 64   | 42   | 64   |

## Lieux et monuments
- La chapelle de la Sainte Famille, reconstruite après la dernière guerre[2] ;
- Une croix monumentale, élevée devant la maison numéro 8 dans la première moitié du XIXe siècle. Il s'agit d'une croix à fût-stèle galbé, en grès sculpté, représentant Dieu en Croix et sainte Marguerite, ainsi que des têtes d'angelots ailées et une gloire rayonnante[2].